# YouVersion
YouVersion  (también conocida como Bible.com  o Aplicacion Biblia) es una plataforma gratuita de Biblia en línea publicada principalmente para Android, iOS y también para web, además de otros sistemas, que ofrece 2.062 versiones de la Biblia en 1.372 idiomas, además de versiones en audio, la posibilidad de ser leídas sin conexión, multitud de planes de lectura, devocionales y otras muchas funciones. El sitio se puso en línea en 2008 por Life.church.

## Historia
YouVersion se fundó por el pastor Bobby Gruenewald y la megaiglesia de Estados Unidos Life.Church en 2008.
En abril de 2014 se lanza la versión 5 de la aplicación, la  cual añadía funcionalidades para compartir y participar en comunidad, además de permitir intercambios y discusiones sobre la escritura.
Justo un año después, en abril de 2015, la aplicación comienza a estar disponible también para Apple Watch e incluye la opción de leer el versículo del día, ver versículos que son tendencia, así como la posibilidad de crear tus propias imágenes con versículos, marcadores y subrayados.
En noviembre de 2015 la aplicación comienza a estar disponible como una habilidad del asistente virtual Amazon Alexa en los dispositivos Amazon Echo.
En marzo de 2017, YouVersion lanza un servicio utilizando el Asistente de Google para los dispositivos de Google Home que permite a los usuarios preguntar por versículos de la Biblia basados en estados y emociones.
En 2017, la aplicación cuenta con más de 1000 idiomas y 271 millones de descargas. En 2020, tuvo 2.062 traducciones en 1.372 idiomas.

## Características
- Lector de la Biblia: Permite leer la Biblia desde un dispositivo móvil.
- Planes de Lectura: Cientos de planes permiten al usuario desarrollar un hábito de lectura de la Biblia mediante una selección de pasajes y devocionales.
- Personalización: Notas, marcadores y subrayados ayudan a los usuarios a personalizar su integración con la Biblia del mismo modo que lo harían con una edición impresa.
- Sincronización multiplataforma: Permite a los usuarios utilizar indistintamente un ordenador, teléfono o tableta, ya que los planes de lectura, marcadores, notas y todo el contenido asociado a su perfil se sincroniza automáticamente y es accesible desde cualquier dispositivo donde se inicie sesión con ese usuario.
- Conexión con Redes Sociales: Permite compartir contenidos como versículos, imágenes, o progreso de planes de lectura en Twitter, Facebook, WhatsApp, o cualquier otra red social.
- Notas: Los usuarios pueden guardar pensamientos de forma privada o compartirlos con otras personas. La comunidad de usuarios de la aplicación puede acceder a todas las contribuciones públicas sobre un versículo simplemente seleccionado sobre él y viendo las notas.
- Sin conexión: Algunas versiones están disponibles para ser descargadas directamente en los dispositivos móviles y de este modo poder ser leídas sin una conexión activa a internet.
- Audio: Muchas de las versiones que ofrece la aplicación disponen de versión de audio que puede ser escuchada directamente desde la aplicación. Además, el cursor sobre el texto del audio se desplaza al mismo tiempo que la narración de forma que permite seguir la lectura más fácilmente.
- Oración: La aplicación permite a los usuarios guardar sus propias oraciones tanto de forma privada, como compartidas con otros amigos en la propia aplicación.